# San Felipe Berriozábal
San Felipe Berriozábal är en ort i Mexiko.   Den ligger i kommunen Felipe Carrillo Puerto och delstaten Quintana Roo, i den östra delen av landet, 1 100 km öster om huvudstaden Mexico City. San Felipe Berriozábal ligger 25 meter över havet och antalet invånare är 394.
Terrängen runt San Felipe Berriozábal är mycket platt. Runt San Felipe Berriozábal är det mycket glesbefolkat, med 4 invånare per kvadratkilometer. Närmaste större samhälle är Santa Rosa Segundo, 12,9 km sydväst om San Felipe Berriozábal. I omgivningarna runt San Felipe Berriozábal växer i huvudsak städsegrön lövskog.